# Елюція
Елю́ція, елююва́ння (англ. elution, лат. eluo (elutum) — вимивати, видаляти) — вилучення речовини з твердого носія в ході хроматографічного розділення шляхом вимиванням його відповідним розчинником (елюентом). Речовина що виходить з хроматографічної колонки називається елюатом.
Розрізняють ізократичну і градієнтну елюції. В першому варіанті використовують елюент постійного складу протягом всього процесу, у другому — здійснюють збільшення за певним законом вимивної сили елюента в ході одного процесу. Також для промивання можуть послідовно застосовуватися кілька різних елюентів — такий метод називається поетапним елююванням.